# Alexander Kerr
Alexander Kerr (Ilford, 2 december 1892 – Stepney, 4 december 1964) was een Brits ontdekkingsreiziger.

## Biografie
Kerr nam als vice-hoofdwerktuigkundige in 1914 deel aan de Endurance-expeditie naar Antarctica onder leiding van Ernest Shackleton. De expeditie strandde op Elephanteiland. Na vier maanden op het onherbergzame eiland werd de expeditie gered. In 1921 nam hij deel aan de Shackleton-Rowett-expeditie.
Na de expeditie werkte Kerr in de Koopvaardij. Hij overleed in 1964 op 72-jarige leeftijd.